# Boston Conservatory at Berklee

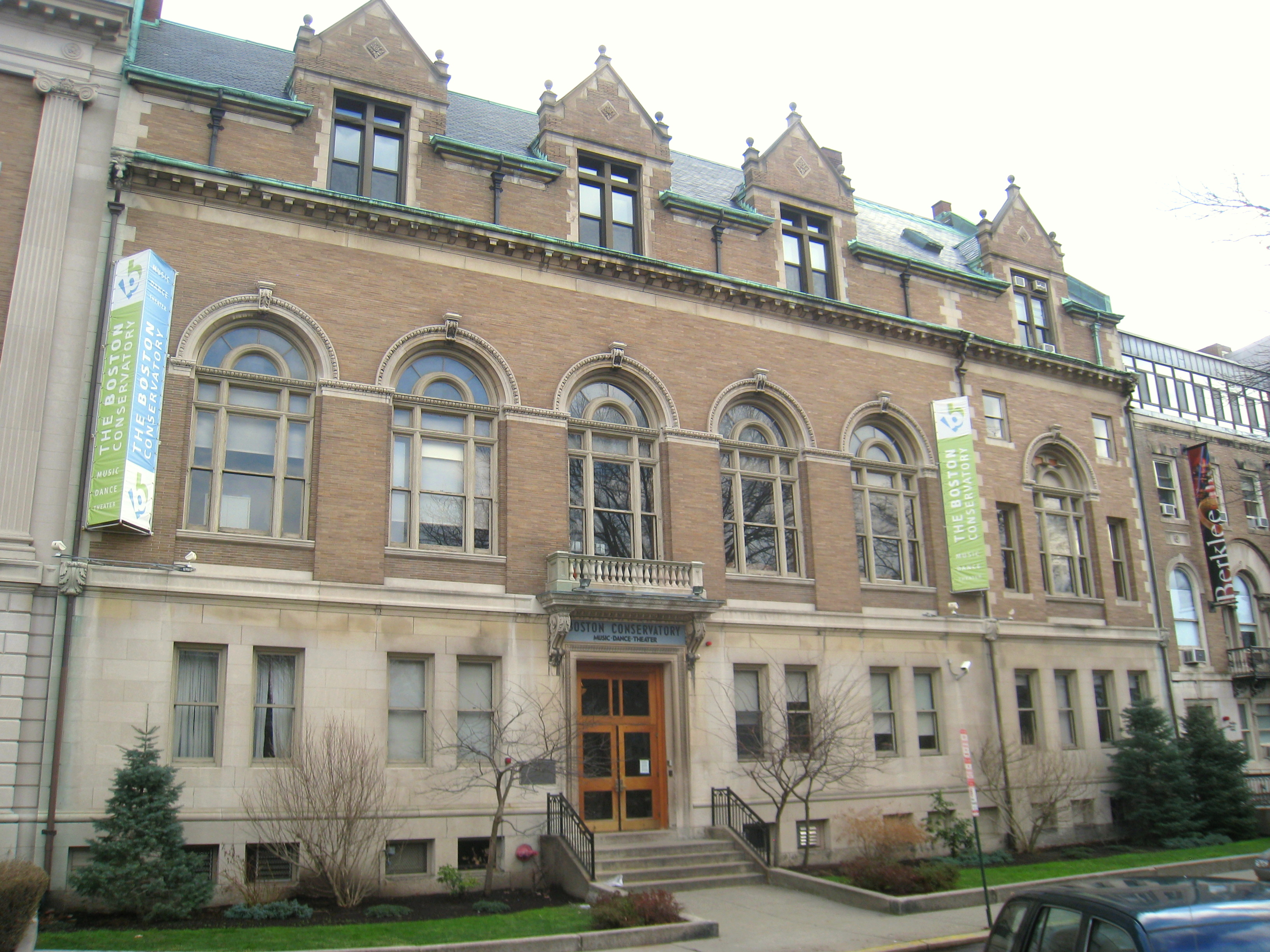
Hauptgebäude des Boston Conservatory

Das Boston Conservatory at Berklee (ursprünglich Boston Conservatory genannt) ist ein privates Konservatorium für Musik und darstellende Kunst in Boston, Massachusetts. Es ist mit dem Berklee College of Music verbunden und bietet Grund- und Aufbaustudiengänge in Musik, Tanz und Theater an. Das Boston Conservatory ist nicht zu verwechseln mit dem ebenfalls in Boston befindlichen New England Conservatory of Music.

## Geschichte

Erstes Diplom des Boston Conservatory, 1870

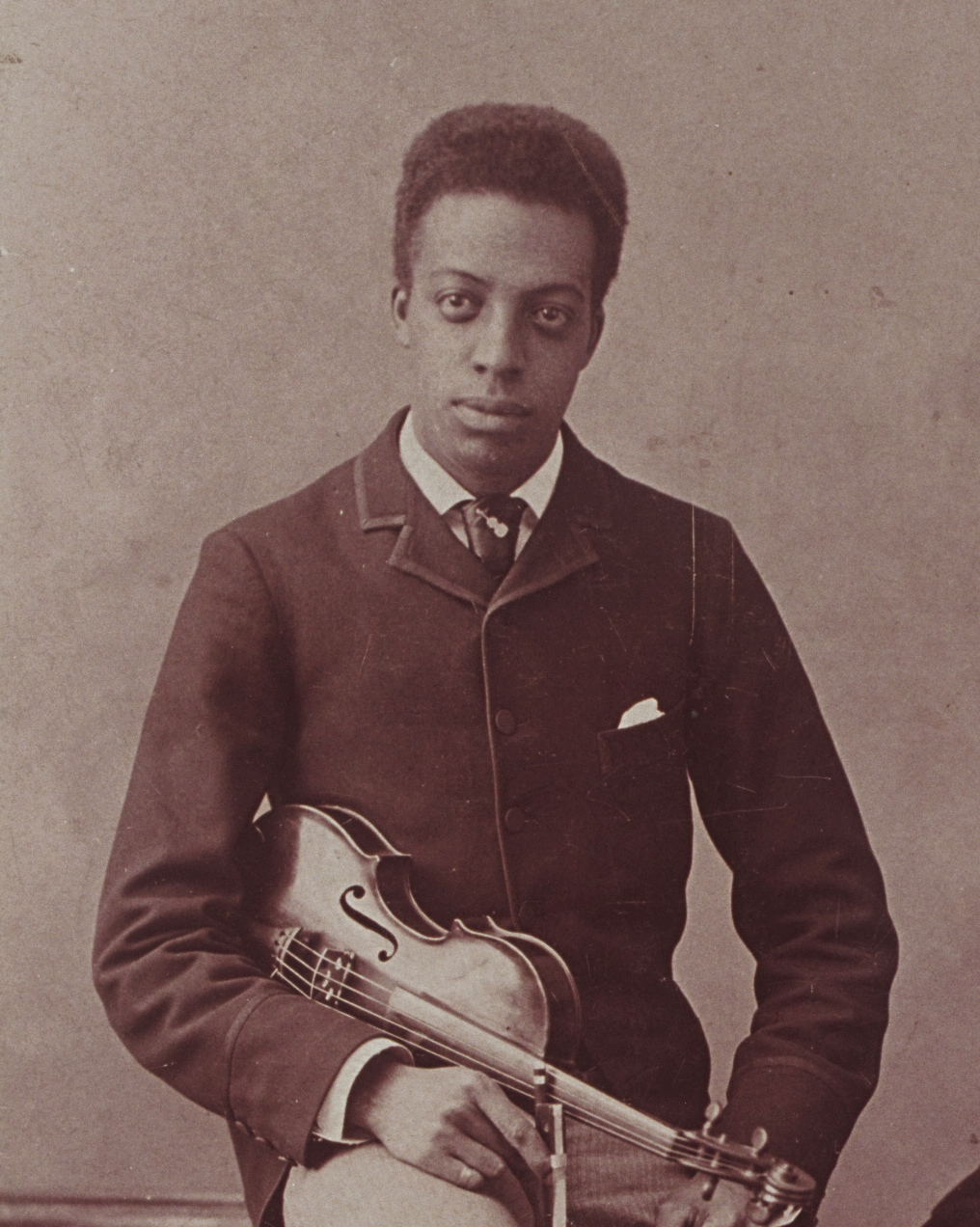
Joseph Douglass um 1894

Am 11. Februar 1867 gründete der aus Deutschland stammende Geiger und Komponist Julius Eichberg das Boston Conservatory als professionelle Ausbildungsstätte für Musiker. Er hatte in Würzburg, Brüssel und Genf die Tradition der europäischen Konservatorien kennengelernt und war davon überzeugt, dass eine hervorragende Musikausbildung den Aufbau einer starken Verbindung zwischen Lehrern und Schülern erfordert und dass alle Schüler unabhängig von Geschlecht oder Rasse die Möglichkeit haben sollten, sich auszuzeichnen. Das Boston Conservatory war eines der ersten Konservatorien, das Afroamerikanern und Frauen die Zulassung gewährte.
1870 verlieh das Konservatorium das erste Diplom. 1873 wurde Eichbergs Operette "The Doctor of Alcantara" von der ersten afroamerikanischen Operntruppe der USA aufgeführt. 1878 gründete Eichberg mit dem Eichberg Quartet das erste professionelle Streichquartett für Frauen. Um 1880 studierte Joseph Douglass, ein Enkel des Abolitionisten Frederick Douglass, Musik sowohl am Boston Conservatory of Music als auch am New England Conservatory of Music. Douglass wurde einer der ersten afroamerikanischen Künstler, die nationale und internationale Bekanntheit erlangten. Nach Eichbergs Tod übernahm R. Marriner Floyd die Leitung des Konservatoriums.
1920 wurde der aus Italien stammende Agide Jacchia, damals Dirigent des Boston Pops Orchestra, Präsident des Boston Conservatory. Er richtete eine Abteilung für Große Oper ein und gewann seine Frau, die Opernsängerin Ester Ferrabini Jacchia, dafür als Lehrkraft. Nach Agides Tod 1932 leitete seine Frau das Konservatorium für ein Jahr, dann wurde Albert Alphin Präsident. Er ließ den Tänzer Jan Veen 1943 eine Abteilung für Ballett und Modernen Tanz einrichten, aus der sich die Tanzfakultät des Konservatoriums entwickelte. 1946 half der Theaterdirektor Harlan F. Grant dem Konservatorium beim Einrichten einer Theaterabteilung.
1964 erwarb das Konservatorium das heutige Hauptgebäude 8 Fenway. 2006 wurde das Gebäude in 31 Hemenway Street renoviert und erweitert. 2011 wurde ein Neubau mit Orchesterprobensaal in 132 Ipswich Street errichtet.
2016 fusionierte das Boston Conservatory mit dem benachbarten Berklee College of Music. Die gemeinsame Organisation heißt Berklee, das Konservatorium wird seitdem „Boston Conservatory at Berklee“ genannt. Nach der Fusion mit dem Berklee College of Music wurde Richard Ortner, langjähriger Leiter des Boston Conservatory, zum Vizepräsidenten von Berklee. 2017 folgte Cathy Young, die damalige Leiterin der Tanz-Fakultät des Konservatoriums, Ortner als Leiterin des Boston Conservatory at Berklee und als Vizepräsidentin von Berklee nach.

## Lehre

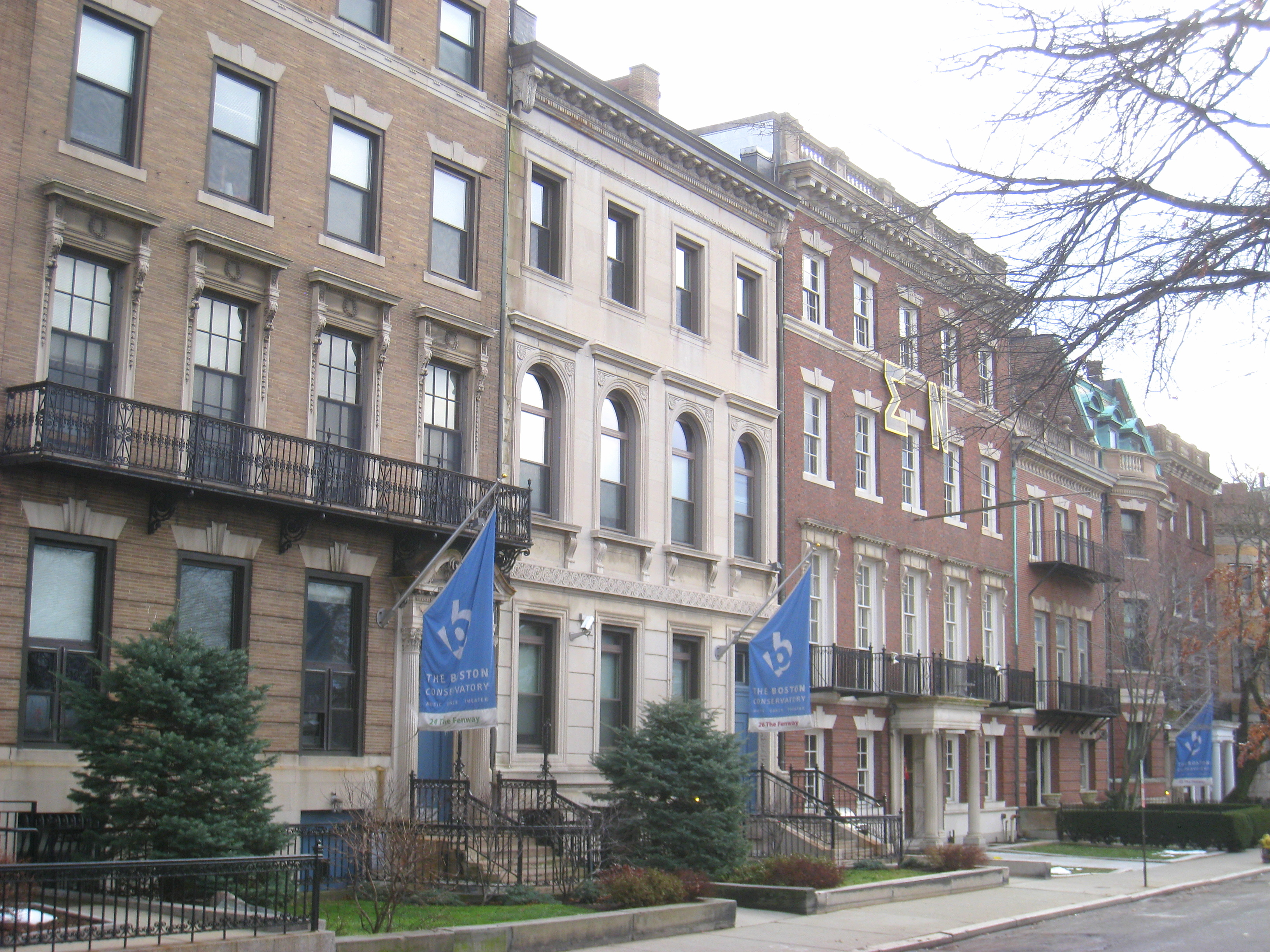
Nebengebäude des Boston Conservatory

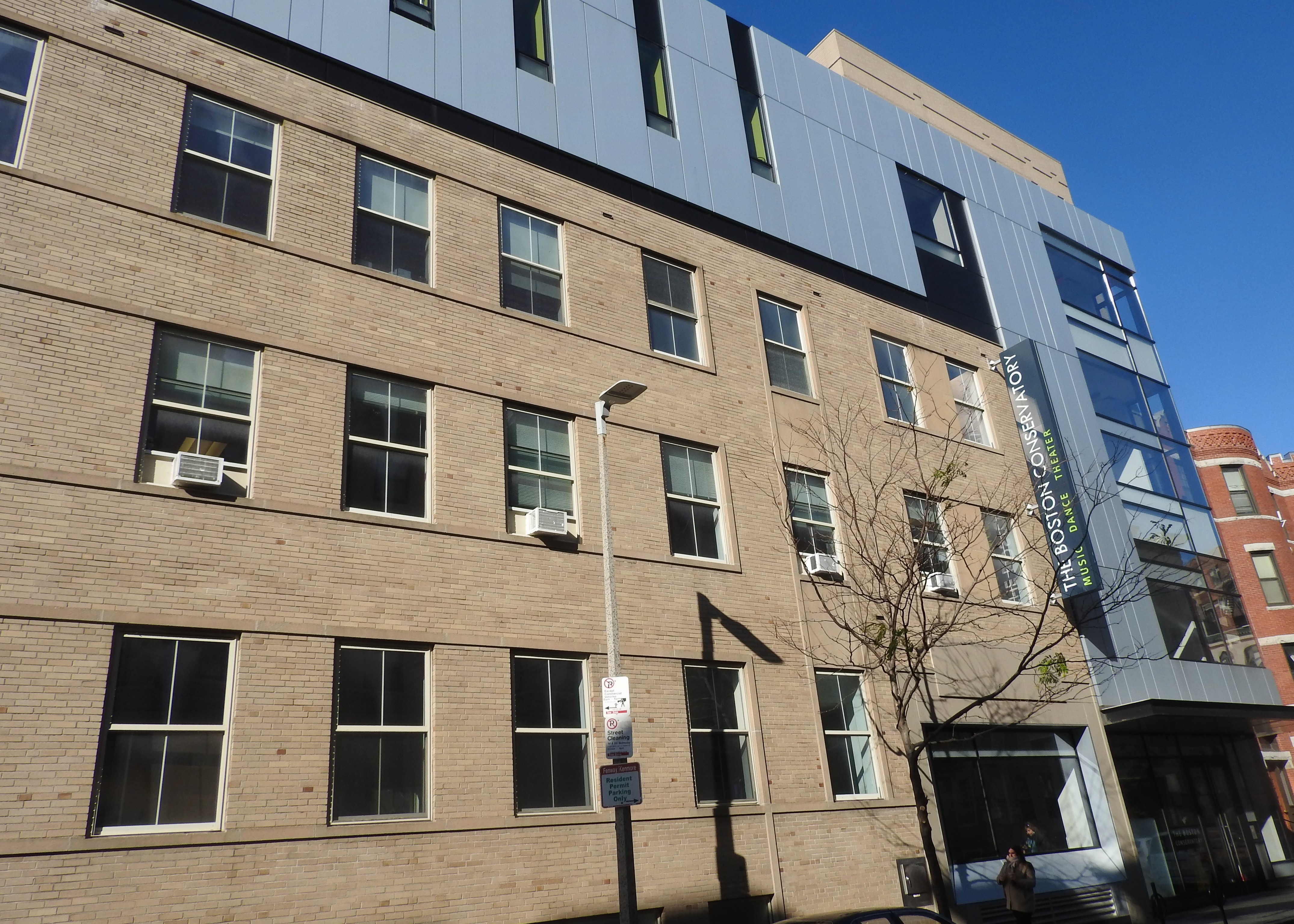
Tanztheater des Boston Conservatory

Das Konservatorium bietet unter anderem die Abschlüsse Bachelor of Fine Arts, Bachelor of Music, Master of Fine Arts and Master of Music an, daneben auch Graduate Performance Diplomas, Artist Diplomas, und Professional Studies Certificates.
Im Studienjahr 2020/2021 hat das Konservatorium 230 Lehrkräfte, davon 89 in Vollzeit und 141 in Teilzeit. Dem stehen 851 Studierende gegenüber, davon 423 in der Musik-Fakultät, 291 in der Theater-Fakultät und 137 in der Tanz-Fakultät.
Die Musik-Fakultät bietet die Studiengänge Blechbläser, Chorleitung, Gesang/Oper, Gesangspädagogik, Harfe, Holzbläser, Klavier, Kollaboratives Klavier, Komposition, Musikpädagogik, Orchesterdirigieren, Schlagzeug/Marimba, Streicher und Zeitgenössische Klassische Musik an.
Die Tanz-Fakultät bietet den Studiengang Zeitgenössischer Tanz an. Mögliche Spezialisierungen sind Ballett, Modern Dance, Jazz, Stepptanz, ethnische Stile und Choreographie. Das Bachelor-of-Fine-Arts-Programm des Boston Conservatory für zeitgenössischen Tanz wurde von Backstage und Onstage als das landesweit beste Programm für zeitgenössischen Tanz anerkannt.
Die Theater-Fakultät bietet die Studiengänge Zeitgenössisches Theater und Musiktheater an. Mögliche Spezialisierungen sind unter anderem Regie, Musikperformance, Tanz oder Schauspielerei.
Während der Ferien zwischen den Studienjahren bietet das Konservatorium Sommerkurse an. Die Intensivkurse richten sich meist an Interessenten ab 15 Jahren und umfassen unter anderem:
- Musik-Fakultät: Blechbläser-Workshop, Komposition für High-School-Schüler, Einzel- und Chorgesang.
- Tanz-Fakultät: Kommerzieller Tanz.
- Theater-Fakultät: Musiktheater-Schauspiel und Musiktheater-Tanz. Es gibt auch Tageskurse für 12–14-Jährige zur Einführung ins Musiktheater.

## Leitung
Bis zur Fusion mit dem Berklee College of Music wurde das Boston Conservatory von einem Präsidenten geleitet. Seit der Fusion ist der Leiter des Boston Conservatory at Berklee einer der Vizepräsidenten von Berklee.

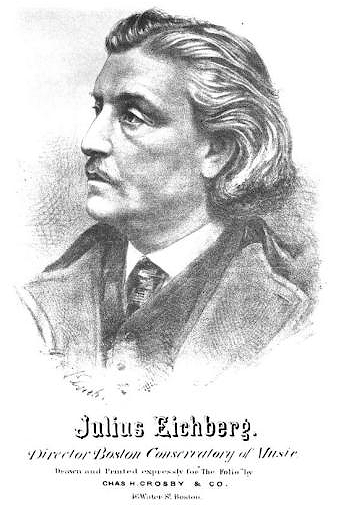
Julius Eichberg, 1870er

Präsidenten des Boston Conservatory:
- Julius Eichberg (1867–1893)
- R. Marriner Floyd (1893–1920)
- Agide Jacchia (1920–1932)
- Ester Ferrabini Jacchia (1932–1933)
- Albert Alphin (1933–1967)
- George A. Brambilla (1967–1979)
- Dale A. DuVall (1979–1981)
- William A. Seymour (1981–1998)
- Richard Ortner (1998–2016)

Leiter des Boston Conservatory at Berklee und Vizepräsidenten von Berklee:
- Richard Ortner (2016–2017)
- Cathy Young (2017–)

## Bekannte Lehrkräfte

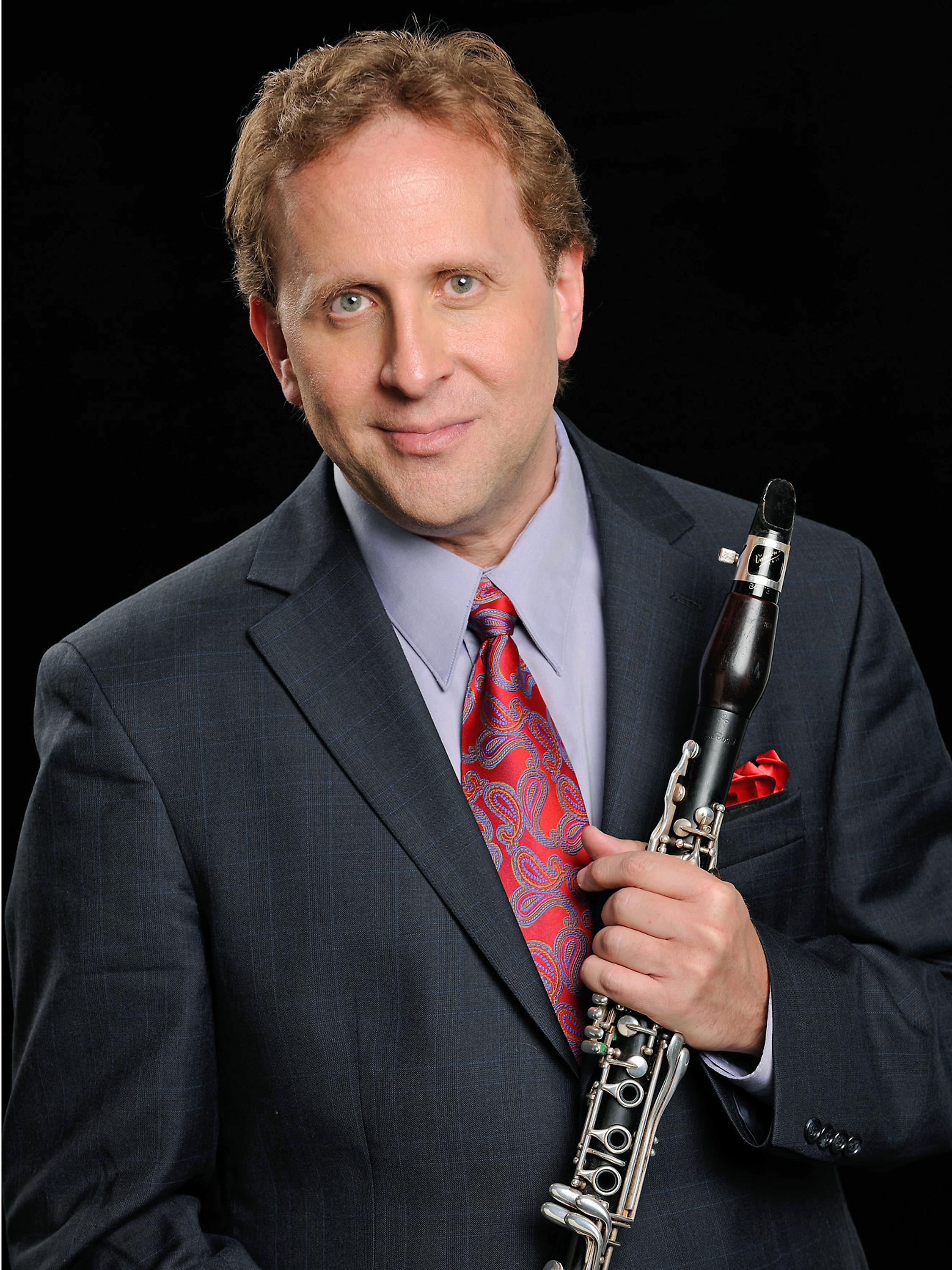
Jonathan Cohler 2009

- Aldo Abreu
- Kenneth Amis
- Katja Andy
- Jonathan Bass
- Joe Bennett
- Saul Bitran
- Maureen Brennan
- Marilyn Bulli
- Christopher Caggiano
- Jonathan Cohler
- Kerry Deal
- Pamela Dellal
- Doriot Anthony Dwyer
- Rebecca Folsom
- Osvaldo Golijov
- Thomas Gregg
- Ursula Holliger
- Max Levinson
- Rictor Noren
- Michael Norsworthy
- Felice Pomeranz
- Kenneth Radnofsky
- Rhonda Rider
- Michael Strauss
- Jan Swafford
- Patty Thom
- Andy Vores
- Janice Weber
- Cathy Young

## Bekannte Absolventen

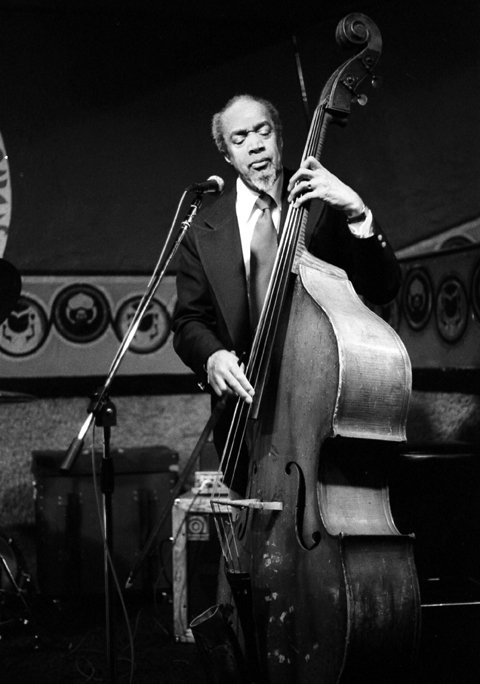
Slam Stewart 1981

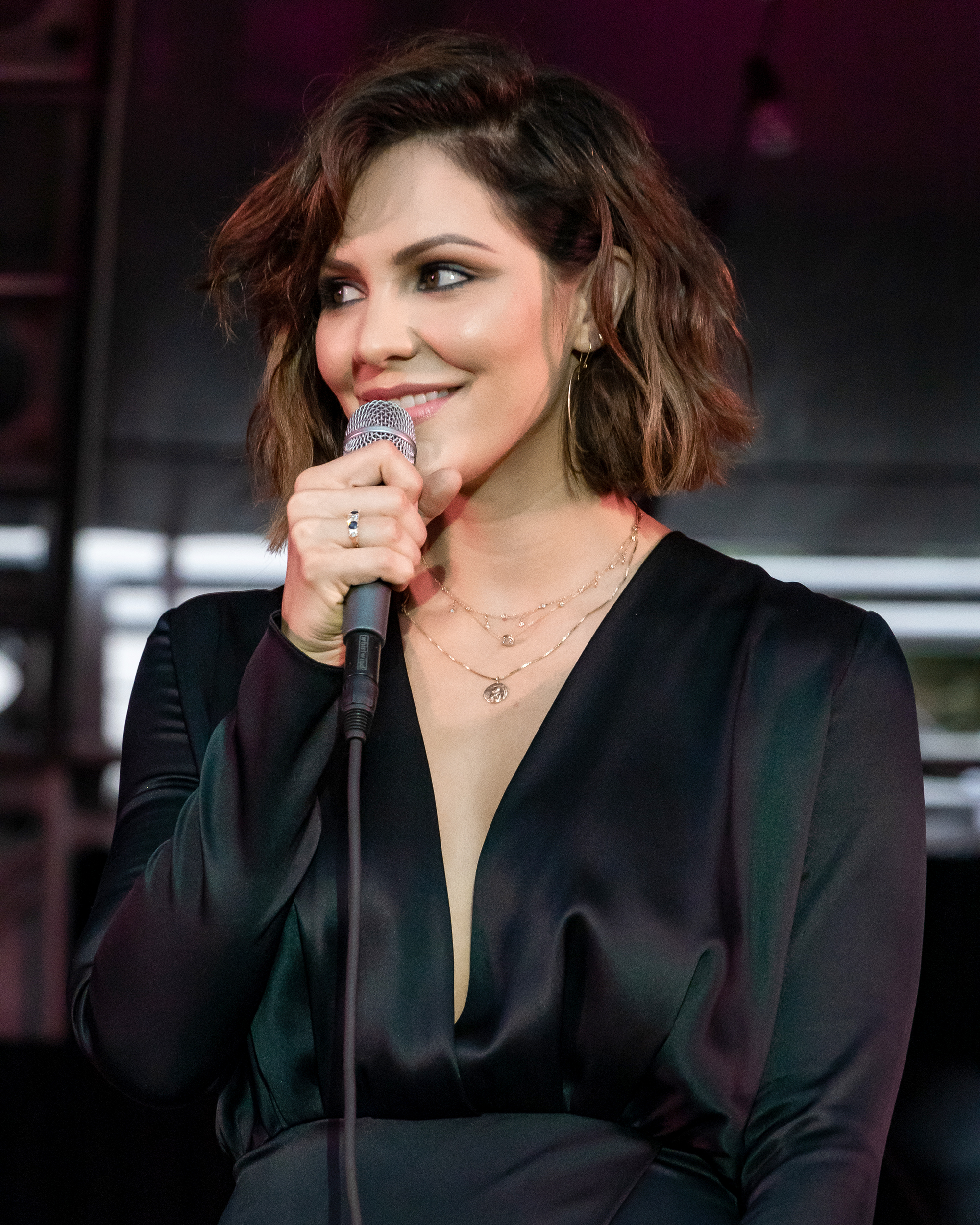
Katharine McPhee 2018

Musik-Fakultät:
- Lily Afshar
- Gustavo Assis-Brasil
- George Bassman
- Edward Boatner
- Elizabeth Borton de Trevino
- Joseph Douglass
- Patrick Greene
- Gigi Gryce
- Louise Le Baron
- Lorraine Hunt Lieberson
- Victoria Livengood
- Walter Loving
- Alejandro L. Madrid
- Ken McIntyre
- Woolson Morse
- Andreas Poulimenos
- Don Redman
- Sam Rivers
- Christian Schmitt
- Geoff Sewell
- Nicolas Slonimsky
- Slam Stewart
- Albert Tiu

Tanz-Fakultät:
- Jeanne Robinson
- Ann Yee

Theater-Fakultät:
- Gerard Alessandrini
- Marlen Angelidou
- David Benoit
- Adam Berry
- Jennifer R. Blake
- Measha Brueggergosman
- Aimee-Lynn Chadwick
- Angela Christian
- Erin Davie
- Kimiko Glenn
- Josh Grisetti
- Josie de Guzman
- Meredith Hagner
- Jason Jurman
- Chad Kimball
- Eddie Korbich
- Rachael MacFarlane
- Constantine Maroulis
- Katharine McPhee
- Travis Nesbitt
- Jack Noseworthy
- Ray Scott Pardue
- Carlos Pena Jr.
- Hayley Podschun
- Peter Reckell
- Reva Rice
- Claire Rochester
- Drew Sarich
- Keesha Sharp
- Nikki Snelson
- Lin Tucci
- Stephanie Umoh
- Matt Walton
- Chloe Webb